# Intel 8085
Intel 8085是由英特爾公司研發生产，并于1976年3月推出的8位微处理器。它是該公司开发的最后一款8位微处理器。
它与更著名的Intel 8080在软件二进制兼容性上相同，只增加了两个小指令以支持其新增的中断和串行输入/输出功能。然而，它需要的支持电路较少，使得可以构建更简单、成本更低的微型计算机系统。
部件编号中的“5”突出显示了8085使用单一+5伏（V）电源供电的事实，它使用耗尽模式晶体管，而不需要8080所需的+5 V、-5 V和+12 V电源。这种能力与竞争对手Zilog Z80匹配，Z80是一款流行的8080衍生CPU，于前一年推出。这些处理器可用于运行CP/M操作系统的计算机。
8085采用40针DIP封装供应。为了在可用引脚上最大化功能，8085使用多路复用（AD0-AD7）总线。然而，一个8085电路需要一个8位地址锁存器，因此Intel制造了几种带有内置地址锁存器的支持芯片。这些包括带有地址锁存器、2 KB EPROM和16个I/O引脚的8755，以及带有256字节RAM、22个I/O引脚和一个14位可编程定时器/计数器的8155。复用地址/数据总线减少了在8085与这些内存和I/O芯片之间PCB走线数量。
8080和8085都被Z80超越，在桌面计算机领域使用Z80取得了大部分CP/M计算机市场，并且在1980年代初到中期迅速发展的家用计算机市场也占有一席之地。
由于其内置串行I/O和五个优先级中断——可以说是类似微控制器的特性（这些是Z80 CPU所没有的），8085作为控制器具有很长寿命。自从20世纪70年代末设计用于DECtape II控制器和VT102视频终端等产品之后，在这些产品生命周期内一直进行新生产。通常来说，这比桌面计算机产品寿命要长得多。

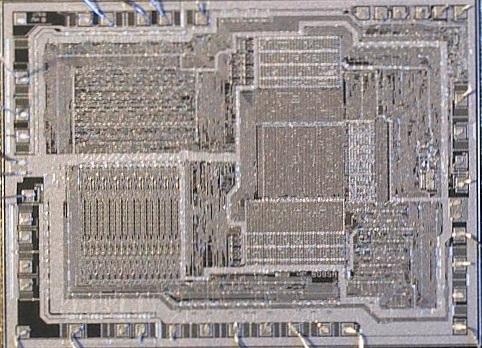
Intel 8085A CPU 芯片内核

i8085 微架构

i8085 引脚布局

## 描述
8085 是基于 Intel 8080 的传统冯·诺依曼设计。与 8080 不同的是，它没有将状态信号复用到数据总线上，而是将 8 位数据总线与 16 位地址总线的低八位复用，以将引脚数量限制在 40 个。状态信号由专用的总线控制信号引脚和两个专用的总线状态 ID 引脚 S0 和 S1 提供。第 40 脚用于电源供应（+5 V），第 20 脚用于接地。第 39 脚被用作保持引脚。
该处理器采用 nMOS 电路设计，后来的“H”版本采用了 Intel 称为 HMOS II（“高性能 MOS”）的增强型 nMOS 工艺实现，最初是为快速静态 RAM 产品开发的。只需要单一的 5V 电源供电，与竞争处理器一样，不同于8080。8085 使用大约6500个晶体管。
8085 集成了8224（时钟生成器）和8228（系统控制器）的功能，提高了集成度。与同时期类似设计（如 Z80）相比的一个缺点是总线需要解复用；然而，在Intel 的8155、8355 和8755 存储芯片中的地址锁存器允许直接接口，因此一个8085连同这些芯片几乎可以组成一个完整系统。
8085 扩展了对新中断的支持，有三个可屏蔽向量中断（RST7.5、RST6.5 和 RST5.5），一个不可屏蔽中断（TRAP），以及一个外部服务中断（INTR）。这五种中断每种都有处理器上的单独引脚，这一特性使得简单系统可以避免额外购买独立中断控制器的成本。RST7.5 中断是边缘触发（锁存）的，而 RST5.5 和 RST6.5 是电平敏感型。除 TRAP 外所有中断都可通过 EI 指令启动并通过 DI 指令禁止。此外，SIM (设置中断掩码) 和 RIM (读取中断掩码) 指令——这两条指令是8080 设计之外唯二新增加到8085 的指令——允许分别屏蔽三个可屏蔽 RST 中断。正常 CPU 复位后所有三个都会被屏蔽。SIM 和 RIM 还可以读取全局中断掩码状态和三个独立 RST 中断掩码状态、读取这三个相同中断待处理状态、重置 RST7.5 触发锁存触发器(取消待处理中断而无需处理它)，并且还可以通过 SOD 和 SID 引脚分别发送和接收串行数据，并且所有操作都能在程序控制下独立进行。
SIM 和 RIM 每条执行四个时钟周期(T 状态)，使得可能比通过任何 I/O 或内存映射端口切换或采样信号更快地采样 SID 或/及切换 SOD。（因此 SID 可以与6502 CPU 当时代表性产品 SO ["Set Overflow"] 引脚进行比较）
像8080一样，8085可以通过外部生成的等待状态（第35脚，READY）来适应慢速内存，并具备使用HOLD和HLDA信号（第39和38脚）进行直接内存访问（DMA）的功能。与8080相比的一个改进是，8085可以直接驱动与其直接连接的压电晶体，并且内置时钟发生器在晶体频率的一半产生高幅度的双相时钟信号（例如，6.14 MHz的晶体将产生3.07 MHz的时钟）。内部时钟可在一个输出引脚上获取，用于驱动外围设备或其他CPU，使其与输出该信号的CPU保持步调一致。8085也可以由外部振荡器提供时钟（这使得使用系统范围内共用时钟的同步多处理器系统中使用8085成为可能，或者将CPU同步到外部时间参考，如视频源或高精度时间参考）。

8085是与8080二进制兼容的后续产品。它支持8080的完整指令集，并且指令行为完全相同，包括对CPU标志位的所有影响（AND/ANI操作除外，该操作设置AC标志位不同）。这意味着绝大多数在8080上成功运行的目标代码（ROM或RAM中任何程序镜像）都可以直接在8085上运行，无需翻译或修改。（例外包括对时间敏感的代码以及对前述AC标志位设置差异或未记录CPU行为差异敏感的代码。）8085指令时序略有不同于8080——一些8位操作，包括INR、DCR和广泛使用的MOV r,r' 指令比原来快一个时钟周期，但涉及16位操作的指令包括堆栈操作（增减16位SP寄存器），通常慢一个周期。当然，在实际情况下 8080 和/或 8085 可能与发布规格尤其是微小细节有所不同。（Z80则不然）。如前所述，只有SIM和RIM指令是8085新增加的。
1. ↑  . www.cpushack.com.   [2024-05-14]. （原始内容存档于2021-07-20）.
2. ↑  . www.intel.com.   [2024-05-14]. （原始内容存档于2021-10-06）.
3. ↑  Intel Corporation, "New Products: HMOS MCS-85 Chips Uses 20 to 30 Percent Less Power", Solutions, July/August 1981, Page 22
4. ↑  The history of the microcomputer-invention and evolution, S Mazor - Proceedings of the IEEE, 1995
5. ↑   (PDF). Intel. January 1983. pp. 1–8. （原始内容存档 (PDF)于2017-08-29）. The 8085A CPU is 100% software compatible with the Intel 8080A CPU.